# DBL Sixth Man of the Year
De DBL Sixth Man of the Year is een individuele prijs die ieder jaar wordt uitgereikt aan de beste speler in de Dutch Basketball League die normaal gesproken van de bank komt. De prijs werd voor het eerst uitgereikt in het seizoen 2013/14.

## Winnaars
| Seizoen | Speler            | Pos. | Nat.                      | Club                     | Stad             | Ref.  |
| ------- | ----------------- | ---- | ------------------------- | ------------------------ | ---------------- | ----- |
| 2013–14 | Ali Farokhmanesh  | G    | Vlag van Verenigde Staten | SPM Shoeters Den Bosch   | 's-Hertogenbosch | [ 1 ] |
| 2014–15 | Dylon Cormier     | G    | Vlag van Verenigde Staten | Zorg en Zekerheid Leiden | Leiden           | [ 2 ] |
| 2015–16 | Rogier Jansen     | G    | Vlag van Nederland        | Zorg en Zekerheid Leiden | Leiden           | [ 3 ] |
| 2016–17 | Arvin Slagter     | G    | Vlag van Nederland        | Donar                    | Groningen        | [ 4 ] |
| 2017–18 | Arvin Slagter (2) | G    | Vlag van Nederland        | Donar                    | Groningen        | [ 5 ] |